# Aurore noire
Pour les articles homonymes, voir Aurore.
Ne doit pas être confondu avec Aube dorée.
Aurore noire est un roman d'espionnage de la série SAS, portant le no 160 de la série, écrit par Gérard de Villiers, publié en 2005. Comme tous les SAS parus au cours des années 2000, le roman a été édité à 200 000 exemplaires. Le roman a de nouveau été publié en 2015 avec une page de couverture différente.

## Place du roman dans la série
Le héros, Malko Linge, s'était déjà rendu à plusieurs reprises dans la zone Afghanistan/Pakistan :
- L'Homme de Kabul (1972)
- Embuscade à la Khyber Pass (1983)
- Vengez le vol 800 (1997)
- Bin Laden, la traque (2002)
- Aurore noire (2005)
- Sauve-qui-peut à Kaboul (tomes 1 et 2) (2013)

## Liens avec l'actualité
Le roman évoque longuement le programme nucléaire secret pakistanais et rappelle la facilité de confection d'une arme nucléaire « artisanale » ou d'une bombe « sale » si des terroristes parviennent à subtiliser ou à acheter quelques dizaines de kilogrammes d'uranium 235. 
Par ailleurs il évoque la situation politique et économique de la Somalie en 2005 (pays livré à lui-même et dépecé par des Seigneurs de la guerre, actes de piraterie en mer, etc).

## Date et lieux principaux de l'action
- Courant 2005.
- Principalement Londres et Pakistan (trois quarts du roman) puis Somalie (dernier quart).

## Personnages principaux
- Malko Linge
- Sultan Hafiz Mahmood
- Sa compagne Aisha Mokhtar
- Oussama ben Laden
- Richard Spicer (chef de la station de la CIA à Londres)
- Gwyneth Robertson (agent de la CIA)
- Musa Sude (chef de bande somalien)

## Résumé
Sultan Hafiz Mahmood est un ingénieur nucléaire, islamiste radical, ami d'Oussama ben Laden. Il a proposé à son chef un plan destiné à affaiblir de manière significative l'Occident. Le roman commence par les préparatifs d'une marchandise mystérieuse récupérée dans les montagnes pakistanaises, puis convoyée jusqu'à un port, où cette marchandise est embarquée dans un petit navire. Celui prend la mer, prenant la route de la Corne de l'Afrique. On apprend aussi qu'un certain Chawkat Rauf, pakistanais, est un informateur du MI6 britannique et qu'il se rend à Londres pour remettre une caméra vidéo contenant des images intéressantes. Au même moment, à la demande de la CIA, Malko est venu à Londres pour « tamponner » Aisha Mokhtar, la compagne de Sultan Hafiz Mahmood : la CIA pense que la jeune femme pourrait donner des renseignements sur les activités de son compagnon et sur le programme nucléaire secret pakistanais (chapitres 1 à 4). 
Malko entre donc en contact avec la jeune femme et ne tarde pas à avoir des relations sexuelles avec elle. Chawkat Rauf, persuadé que son activité au profit des services secrets britanniques a été découverte par ses collègues islamistes, s'enfuit de la mosquée dans laquelle il était hébergé. Il est rattrapé et exécuté par ses gardiens à la suite d'une fusillade nourrie, en plein cœur de Londres. Néanmoins les agents du MI6 retrouvent, bien cachée dans la mosquée, la caméra numérique qu'il avait amenée jusqu'à Londres. Estomaqués, les responsables britanniques y découvrent des images de Ben Laden discutant avec Sultan Hafiz Mahmood. L'exploitation des images tend à indiquer que Sultan Hafiz Mahmood a confectionné une « bombe nucléaire artisanale » sur le modèle de celui de la bombe d'Hiroshima. En effet, les plans d'une telle bombe sont connus et les procédés utilisés sont dans le domaine public ! Malko est prié de se rendre de toute urgence au Pakistan pour retrouver Sultan Hafiz Mahmood et de l'enlever, afin de le faire ultérieurement parler. Passant une dernière nuit avec Aisha Mokhtar, celle-ci découvre les billets d'avion de Malko pour le Pakistan : elle décide de rompre tout lien avec lui (chapitres 5 à 9).
Accompagné de Chris Jones et de Milton Brabec, Malko fait des repérages du domicile de Sultan Hafiz Mahmood. Il ignore que son arrivée a été remarquée par les services secrets pakistanais et que ces derniers le surveillent. Il lance l'opération d'enlèvement, mais c'est un échec. Il décide de quitter le Pakistan, où il est « grillé ». On apprend que la caméra contenant les images compromettantes avait été achetée par Aisha, qui devrait pouvoir donner des renseignements (chapitres 10 et 11).
Pendant ce temps, le vraquier contenant la bombe nucléaire poursuit sa route dans l'Océan indien. Interrogée par Malko, Aisha reconnaît l'achat de la caméra et admet que son compagnon lui avait parlé de la création d'une bombe atomique artisanale, mais qu'elle ne l'avait pas cru en raison des difficultés pour y parvenir. Le directeur général de la CIA informe le directeur général des Services pakistanais de ce qu'on sait à propos de la création de cette bombe et de l'implication de Sultan Hafiz Mahmood. Ce dernier est convoqué au bureau du directeur général. Interrogé, il reconnaît sans difficulté être le cerveau qui a réalisé la bombe ; au cours de l'entretien, il subit une attaque cérébrale et tombe dans le coma. Informé, le président Pervez Musharraf décide de jouer cartes sur tables avec le président Bush et lui promet l'aide totale de ses services (chapitres 12 et 13). 
Prié par son supérieur de faire une enquête rapide, le colonel Hussein Hakim décide de supprimer Aisha, trop compromettante pour le régime pakistanais. Un tueur est lancé à ses trousses, mais Malko parvient à le tuer en état de légitime défense. En état de choc, Aisha explique comment son compagnon s'y est pris pour subtiliser de l'uranium 235 : il a échangé des lingots d'uraniums enrichi de l'armée pakistanaise par des lingots d'uranium 232, qu'il est relativement aisé de se procurer. Pendant ce temps, les services secrets pakistanais remontent la filière du chargement de Sultan Hafiz Mahmood, et découvrent que la bombe atomique a été chargée sur un vraquier en partance vers la Somalie, précisément vers Mogadiscio (chapitres 14 à 17). 
Malko est envoyé à Mogadiscio pour retrouver le navire et sa sinistre cargaison. Il se fait accompagner par Aisha. Après avoir dû éviter des bandes de pillards et enquêter dans des conditions difficiles, Malko découvre grâce à Musa Sude, un chef de bande somalien, la destination finale du navire : il se rend à Haïfa, en Israël, et c'est cette ville que les islamistes ont décidé d'atomiser. Sa mission remplie, Malko se rend au Caire (chapitres 18 à 22). 
Depuis leur base à Djibouti, les Américains envoient des F-16 pour torpiller le navire ; l'opération est une réussite totale et la ville d'Haïfa est sauvée (chapitre 23).

## Technologie évoquée

Schéma de la bombe à insertion. 1. Explosion produite par de la cordite pour lancer la balle en uranium - 2. Canon - 3. Balle creuse en uranium - 4. Cible en uranium